# 歸鉞
归钺（?—?），字汝威，明朝南直隸苏州府嘉定县人。
归钺早年丧母，父娶继室，有子，于是失爱，继母虐待，差点死去。父亲去世，被继母赶出门，于是以贩盐为生。他常与弟弟来往，问继母饮食起居。正德三年（1508年），大饥荒，继母不能活下去。归钺奉迎侍养。有了吃的，先给继母生的弟弟，自己饥饿。弟弟去世。归钺为继母养老送终。嘉靖年间去世，归钺族子归绣，与二弟归纹、归纬也很友爱。乡人称为“归氏”二孝子。